# Dödsstraff i Australien

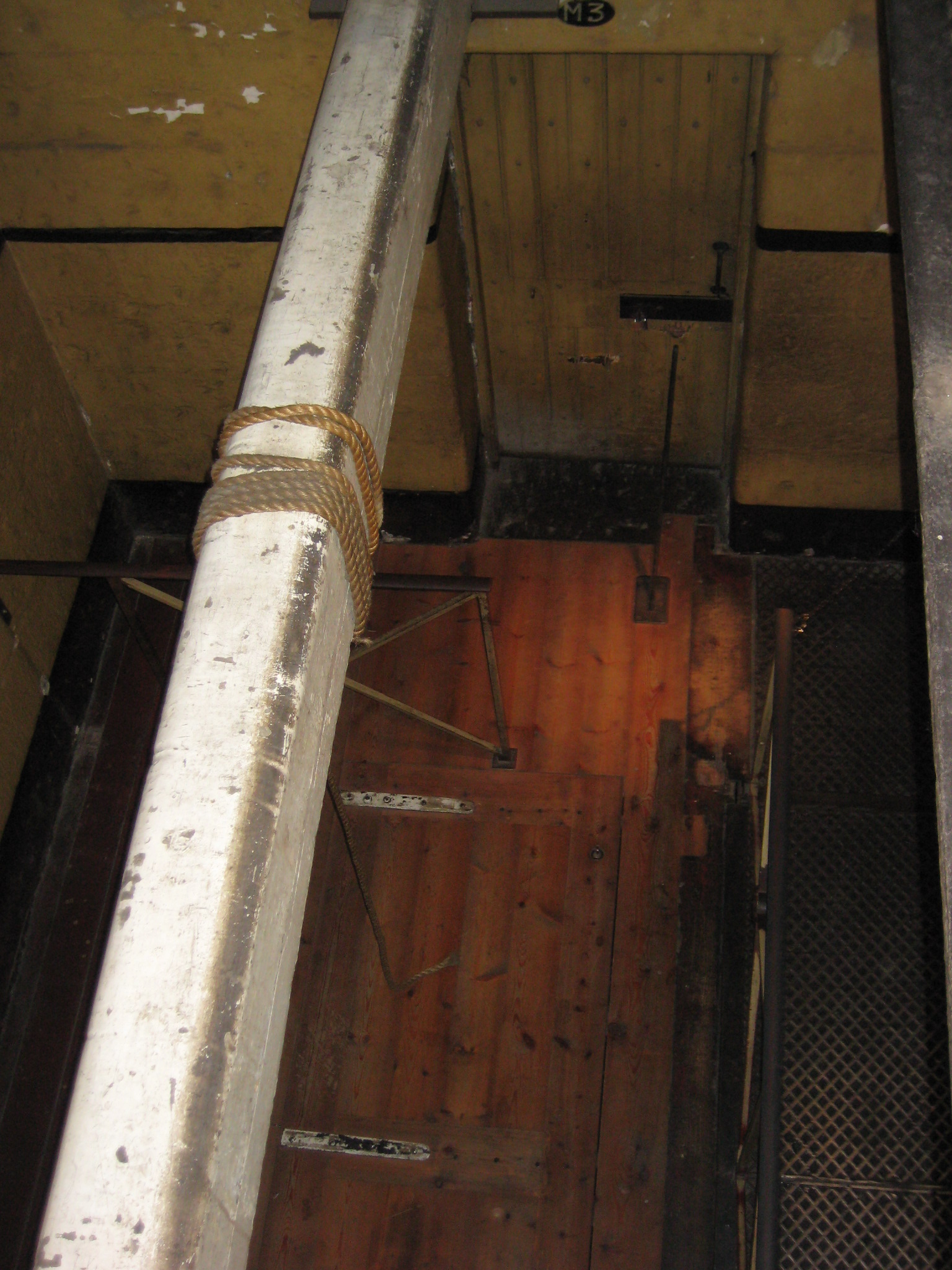
Galge i Old Gaol, Melbourne.

Dödsstraff användes i Australien på delstatlig nivå fram till 1980-talet, i samtliga civila fall genom hängning. Den sista avrättningen utfördes 1967 av Victoria, då Ronald Ryan, som skjutit en fångvakt under en flykt i december 1965, hängdes i Pentridge Prison. Den sista dödsdomen utfärdades av Western Australia 1984 mot Brenda Hodge för mord på sin partner; samma år avskaffade delstaten dödsstraffet för mord och Hodge benådades (hon släpptes 1995). New South Wales blev sista delstat att avskaffa straffet (för förräderi) 1985.
Queensland blev 1922 den första delstaten att avskaffa dödsstraffet, efter nio års moratorium. Australiens federala territorium har aldrig använt dödsstraff och avskaffade det 1973. New South Wales, traditionellt den mest folkrika delstaten, verkställde sin sista hängning 1939. Tasmanien och Northern Territory följde under 1940- och 1950-talet, South Australia och Western Australia 1964. I samtliga delstater dröjde avskaffande ytterligare år och genomfördes på delstatsnivå.

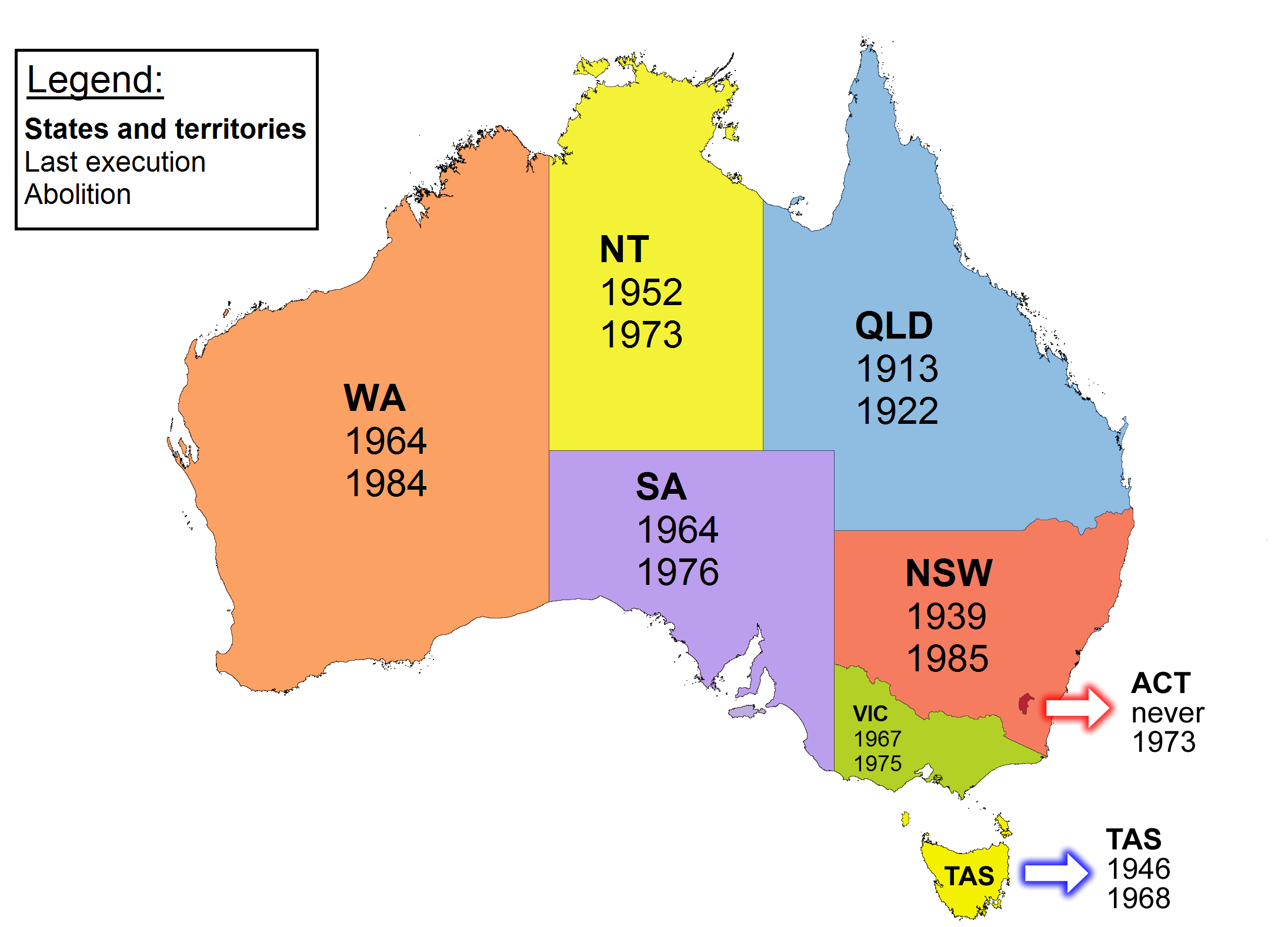
Tillståndet i Australiens delstater och federala territorium. Som synes är Victoria (nertill, höger) den delstat som senast genomförde en avrättning, 1967. Australiens federala territorium verkställde aldrig en avrättning och avskaffade straffet 1973.

I en opinionsundersökning 2009 ansåg 64 % av de tillfrågade (mot 23 % för dödsstraff) att straffet för mord bör vara fängelse. Detta var en förändring från 1995, då över 50 % stödde dödsstraff.
I mars 2010 införde Kevin Rudds Laborregering ett federalt förbud mot dödsstraff, som alltså förhindrar delstaterna från att åter införa det i strafflagen. Landet är inte bundet av något internationellt avtal, men har verkat för avskaffande även i andra länder. Ett flertal australiensiska medborgare har dömts till döden och avrättats i Malaysia och Singapore, vilket erfarit stor uppmärksamhet och kritik (men också stöd) från den australiensiska allmänheten.